# Метафора за Слънцето
Метафората за Слънцето, също известна като Сравнение за Слънцето, е представена от гръцкия философ Платон в труда му Държавата (Книга 6). Той е написан като диалог между Глаукон (брат на Платон) и Сократ, разказан от последния. Той прави паралел между слънцето като източник на осветление на видими обекти и формата на доброто като източник на интелектуално просветление във всички форми. Метафората илюстрира естеството на крайната Платонова реалност и познанията, придобити във връзка с нея.
Окото, казва Платон, е безполезно сред сетивните органи, ако я няма светлината, за да работи. Най-силният и най-добрият източник на светлина е Слънцето, с него, обектите могат да се различават ясно. Аналогични неща, пише той, може да се нарекат понятни обекти (т.е. фиксирани и вечни форми, които са най-сигурният обект на научното и философско изследване):
Чрез „идващия и отиващия си свят“ Платон означава познатото визуално възприятие или света, който виждаме около нас. По този начин, ако се опитваме да разберем защо нещата са такива, каквито са, и какви общи категории може да се използват, за да се разбират различните данни около нас, без оглед на всякакви форми (универсални), ние ще се провалим напълно, тъй като ни липсва причина.
Платон казва също, че Слънцето и доброто („обект на знанието“) са двата източника на „поколението“:
Някои хора си правят извод, че доброто за Платон е Бог, въпреки че има някои спорове около тази теза.(Платон се отнася към Слънцето като към божество и твърди, че то е детето на добротата). Много съвременни читатели ще сметнат за озадачаващо, че едно и също нещо, което се нарича добро, е източник на благосъстояние (битието на формите), и е нещо, което (някак си) хвърля светлина върху всички останали форми и е също универсално. Наистина, как точно е Платон е мислил, че „самото съществуване и същността се извличат от формите на доброто“, е въпрос на значително по-трудна интерпретация.
|  | Тази страница частично или изцяло представлява превод на страницата Metaphor of the sun в Уикипедия на английски. Оригиналният текст, както и този превод, са защитени от Лиценза „Криейтив Комънс – Признание – Споделяне на споделеното“, а за съдържание, създадено преди юни 2009 година – от Лиценза за свободна документация на ГНУ. Прегледайте историята на редакциите на оригиналната страница, както и на преводната страница, за да видите списъка на съавторите. ВАЖНО: Този шаблон се отнася единствено до авторските права върху съдържанието на статията. Добавянето му не отменя изискването да се посочват конкретни източници на твърденията, които да бъдат благонадеждни. |